# The Inalienable Dreamless
| Đánh giá chuyên môn | Đánh giá chuyên môn |
| Nguồn đánh giá      | Nguồn đánh giá      |
| Nguồn               | Đánh giá            |
| ------------------- | ------------------- |
| Allmusic            | [ 1 ]               |
| Punknews.org        | [ 2 ]               |
| Stylus Magazine     | (A)                 |

The Inalienable Dreamless là album phòng thu thứ ba và cuối cùng của ban nhạc grindcore Discordance Axis, phát hành bởi Hydra Head Records năm 2000. Theo Kevin Stewart-Panko, đây là một trong những album grindcore được các nhà phê bình khen ngợi nhiều nhất. Phiên bản đĩa vinyl được in với số lượng chỉ vài nghìn bản.
Nhiều track lấy cảm hứng từ nội dung của anime/manga Shin Seiki Evangelion, gồm "Angel Present", "Pattern Blue", "The End of Rebirth", and "The Third Children".

## Bối cảnh và sản xuất
Sau khi phát hành album Jouhou (1997), tay guitar Rob Marton rời nhóm ngay trước khi họ bắt đầu tour Nhật Bản. Để trám chỗ trống này, ban nhạc thuê Steve Procopio trong chuyến lưu diễn. Sau tour, ban nhạc tạm chia tay hai năm rồi tái hợp năm 1999 để làm nhạc phẩm mới, Marton giờ đã trở lại ban nhạc. Bộ ba được Hydra Head Records mời kí hợp đồng, sau khi chủ hãng đĩa là Aaron Turner nghe Jouhou.
The Inalienable Dreamless được thu âm, phối khí, và master trong bốn ngày vào cuối năm 1999 ở Trax East. Ban đầu, Steve Evetts nhận trách nhiệm kĩ thuật, song ông từ bỏ và rời phòng thu trước khi ban nhạc bắt đầu thu, nên Jon D'Uva được chọn thay vào phút cuối. Trong đợt thu này, D'Uva đã thêm một hiệu ứng bộ tổng hợp bass subharmonic vào bản thu tiếng guitar, nhằm tạo cho nó âm thanh "đầy đặn" hơn. Album được phát hành vào tháng 8 năm 2000 dưới dạng đĩa compact và long playing.

## Danh sách track
1. "Castration Rite" – 0:58
2. "The Inalienable Dreamless" – 0:41
3. "Sound Out the Braille" – 0:32
4. "Oratorio in Grey" – 0:54
5. "Vacuum Sleeve" – 1:02
6. "Angel Present" – 1:28
7. "The Necropolitan" – 1:42
8. "Pattern Blue" – 1:27
9. "The End of Rebirth" – 1:04
10. "Loveless" – 1:27
11. "Radiant Arkham" – 1:14
12. "Use of Weapons" – 0:35
13. "Compiling Autumn" – 0:48
14. "Jigsaw" – 2:08
15. "The Third Children" – 2:16
16. "A Leaden Stride to Nowhere" – 4:07
17. "Drowned" – 0:58

## Hành phần tham gia
Discordance Axis
- Jon Chang - vocal
- Rob Marton - guitar
- Dave Witte - trống

Sản xuất
- Jon D'Uva - kĩ thuật, thu âm
- Scott Kinkade - chụp hình